# Estetica dell'oppresso
L'estetica dell'oppresso è il frutto della ricerca più recente di Augusto Boal e dell'équipe del Centro Teatro do Oprimido di Rio de Janeiro. Si basa sulla certezza che l'essere umano è migliore di quello che crede di essere e che è capace di fare più cose di quelle che realizza. L'estetica dell'oppresso vuole promuovere l'espansione della vita intellettuale ed estetica dei partecipanti ai laboratori di teatro dell'oppresso, non limitandosi alla sola funzione dell'attore che interpreta un personaggio sul palco.
Si vuole così espandere la loro capacità di comprendere il mondo e la possibilità di comunicare agli altri membri delle loro comunità le conoscenze raggiunte, scoperte, inventate o reinventate. L'estetica dell'oppresso si basa sull'idea che il teatro dell'oppresso è un "teatro essenziale", nel senso che si riferisce all'essenza propria dell'essere umano. Ogni essere umano è teatro, grazie alla sua capacità di “vedersi” mentre agisce, di essere spettatore di sé stesso, e quindi è in grado di individuare in sé stesso uno spettatore e un attore, allo scopo di moltiplicare la capacità di capire le proprie e altrui azioni.
La capacità di rappresentare la realtà, ovvero ritrarre il reale in una sua immagine, ha anche la funzione di proiettarci nell'esame delle possibilità future. Anche l'estetica dell'oppresso, come il teatro dell'oppresso, ha lo scopo di sviluppare le capacità di ricreare e analizzare la realtà, immaginare o inventare il futuro. Strumenti nel percorso di scoperta di queste potenzialità e capacità trasformatrici sono diverse attività nel campo della parola, dell'immagine, del suono e dell'etica.